# Quận Austin, Texas
Quận Austin, Texas là một quận trong tiểu bang Texas, Hoa Kỳ. Quận lỵ đóng ở thành phố Austin.

## Thông tin nhân khẩu
Theo điều tra dân số 2 năm 2000, đã có 23.590 người, 8.747 hộ, và 6.481 gia đình sống trong quận. Mật độ dân số là 36 người cho mỗi dặm vuông (14/km ²). Có 10.205 đơn vị nhà ở với mật độ trung bình là 16 cho mỗi dặm vuông (6/km ²). Cơ cấu dân tộc của dân trong quận gồm 80,22% người da trắng, 10,64% da đen hay Mỹ gốc Phi, 0,28% người Mỹ bản xứ, 0,29% người châu Á, 6,99% từ các chủng tộc khác và 1,58% từ hai hoặc nhiều chủng tộc. 16,13% dân số là người Hispanic hay Latino thuộc chủng tộc nào. 26,9% là gốc Đức, Mỹ 8,8%, 8,0% Séc, 6,4% gốc Anh và Ailen là 5,0% theo điều tra dân số năm 2000.
Có 8.747 hộ, trong đó 34,70% có trẻ em dưới 18 tuổi sống chung với họ, 60,60% là các cặp vợ chồng sống với nhau, 9,60% có chủ hộ là nữ không có mặt chồng, và 25,90% là không lập gia đình. 22,80% của tất cả các hộ gia đình đã được tạo thành từ các cá nhân và 11,50% có người sống một mình 65 tuổi trở lên đã được người. Bình quân mỗi hộ là 2,67 và cỡ gia đình trung bình là 3,14.
Trong quận, cơ cấu tuổi của dân cư quận với 27,00% ở độ tuổi dưới 18, 8,10% 18-24, 26,40% 25-44, 23,70% 45-64, và 14,80% người 65 tuổi trở lên. Tuổi trung bình là 38 năm. Cứ mỗi 100 nữ có 96,50 nam giới. Cứ mỗi 100 nữ 18 tuổi trở lên, đã có 92,90 nam giới.
Thu nhập trung bình cho một hộ gia đình trong quận đã được $ 38.615, và thu nhập trung bình cho một gia đình là $ 46,342. Nam giới có thu nhập trung bình $ 32.455 so với 22.142 $ cho phái nữ. Thu nhập trên đầu cho các quận được $ 18,140. Giới 8,80% gia đình và 12,10% dân số sống dưới mức nghèo khổ, trong đó có 13,70% những người dưới 18 tuổi và 14,40% có độ tuổi từ 65 trở lên. 